# Peter Rütten

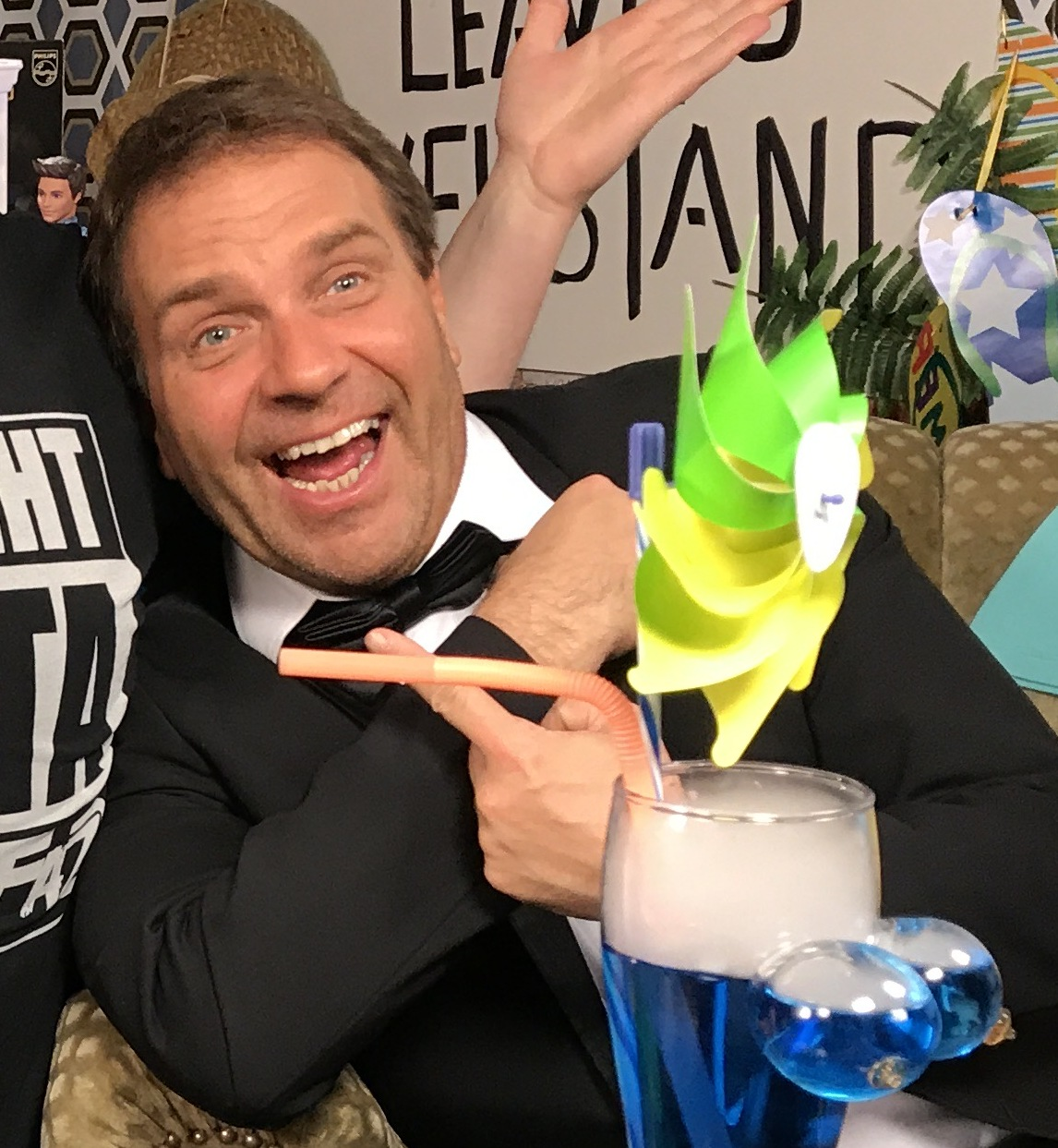
Peter Rütten (2017)

Peter Andreas Rütten (* 30. Juni 1962 in Rheydt, heute Mönchengladbach) ist ein deutscher Comedy-Autor und -Schauspieler.

## Leben
Rüttens Karriere begann 1988 mit seinem eigenen Autorenbüro „rührei“. Zu Beginn schrieb er viele Sketch-Beiträge für Thomas Freitag und Hanns Dieter Hüsch und war zudem u. a. für ZAK, die Dirk Bach Show und RTL Samstag Nacht tätig.
Schon damals übernahm Rütten Rollen in diversen Einspielfilmen – so z. B. bei einem AIDS-Präventionsspot. In seiner Karriere hat er mehrmals mit Hella von Sinnen zusammengearbeitet, beispielsweise in Wenn die Putzfrau zweimal klingelt.
1995 wurde Rütten Chefautor bei der RTL Nachtshow mit Thomas Koschwitz. Im selben Jahr heuerte er auch als Autor bei der Firma Brainpool an. Hier fungierte er bis 1998 als Headwriter für Die Harald Schmidt Show – gemeinsam mit seinem Kollegen Ralf Husmann, der ihn später als Darsteller in der ProSieben-Serie Stromberg einsetzte.
1998 wechselte Rütten auf Wunsch von Harald Schmidt zu dessen Produktionsfirma Bonito TV, die dieser zur unabhängigen Herstellung von Die Harald Schmidt Show gegründet hatte. Dort war Peter Rütten bis 2003 Schmidts Chefautor. Er erfand dabei unter anderem Figuren wie Bimmel und Bommel, Dr. Udo Brömme und Kai Edel, wobei er die Kunstfigur Kai Edel selbst verkörperte. Rütten war darüber hinaus noch in anderen Rollen zu sehen, zum Beispiel als Ludi Fraukewitz, und lieh der Show seine Stimme als Off-Sprecher in vielen Einspielfilmen.
Bereits vor Schmidts Kreativpause im Jahr 2004 hatte sich Rütten entschieden, neue Wege zu gehen. So wurde er Anfang 2003 Headwriter bei Was guckst du?!. Außerdem war er im selben Jahr die Werbestimme von L’TUR und übernahm eine Rolle im Kinofilm Der letzte Lude. Rütten wirkte zudem neben Kaya Yanar in einem AOL-Werbespot und einem AIDS-Präventionsspot mit.
Nachdem sich Rütten Ende 2003 von Bonito TV getrennt hatte, wurde er Chefautor, Produzent, Darsteller und Stimme der Freitag Nacht News. Ab 2004 spielte Rütten regelmäßig (unter dem Namen „Ludwig Pelikan“) die Rolle des Herrn Pötsch bei Stromberg. Im Jahr 2005 entwickelte Rütten diverse Fernsehformate – unter anderem Die Klinsmännchen, eine Satire zur deutschen WM-Mannschaft 2006.
Im Herbst 2006 war Peter Rütten als Chefautor, Darsteller, Co-Moderator und Sprecher bei Die Niels Ruf Show tätig. Da er 2007 neben Mike Krüger die Hauptrolle in Krügers Woche auf ProSieben übernahm, stieg er auf eigenen Wunsch nach der ersten Staffel bei der Show von Niels Ruf aus.
Von 2007 bis 2009 wirkte Peter Rütten wieder bei Bonito TV und der Late-Night-Show Schmidt & Pocher im Ersten mit. Danach war er von 2009 bis 2011 als Chefautor, Sprecher und Darsteller bei der Oliver Pocher Show tätig. 2009 arbeitete er zudem als Autor für Max Giermanns Comedy-Sendung Granaten wie wir und im darauffolgenden Jahr hatte Rütten einen Gastauftritt in der Fernsehserie Pastewka.
Seit dem 11. Oktober 2012 läuft seine eigene Satiresendung Rüttens Bullshit Universum auf Tele 5. Im Sommer 2013 feierte auf dem gleichen Sender das Format Die schlechtesten Filme aller Zeiten Premiere, das Rütten gemeinsam mit Oliver Kalkofe moderiert. Hierbei präsentieren die beiden qualitativ minderwertige Filme und kommentieren diese auf satirische Art und Weise, wobei sie sich als „kompetente Reiseleiter beim Trash-Sightseeing“ bezeichnen. Die schlechtesten Filme aller Zeiten orientiert sich stark an der KTMA-Serie Mystery Science Theater 3000. Im selben Jahr wurde Rütten für die ProSieben-Clip-Show Heroes of the Internet als Off-Sprecher engagiert, ebenso wie ab 2017 für einige Galileo-Beiträge. Außerdem war er Off-Sprecher der Late-Night-Show Täglich frisch geröstet.
Hinsichtlich der Fußball-Weltmeisterschaft 2014 und der Fußball-Europameisterschaft 2016 konzipierte Rütten für Tele 5 die animierte Satire-Reihe Höggschde Konzentration, für die Alex Kristan, Benedikt Gutjan und er selbst die Synchronisation übernahmen.
Von August 2014 bis November 2015 kommentierte Rütten die Physical-Game-Show Crash Games – Jeder Sturz zählt. Ab März 2016 kommentierte er die deutsche Ausstrahlung der britischen Gameshow Man Vs. Fly. Darüber hinaus hatte er einige Auftritte als Kommentator bei der Webshow World Wide Wohnzimmer, die 2016 für den Deutschen Webvideopreis nominiert war.
In den Wochen vor der Bundestagswahl 2017 zeigte Tele 5 Rüttens animierte Serie Muttis Kampf, die montags bis donnerstags in 10 Minuten langen Folgen den Wahlkampf satirisch begleitete.
Seit 2024 spricht er die Einspielfilme bei TV total und bereits seit 2015 das Gewinnspiel sowie Einspieler von Schlag den Star.

## Filmografie (Auswahl)

### Schauspiel
- 2003: Der letzte Lude
- 2004–2012: Stromberg (Fernsehserie, 13 Episoden, verschiedene Rollen)
- 2011: Pastewka (Fernsehserie, Episode 5x07)
- 2014: Stromberg – Der Film
- 2014: Crash Games – Jeder Sturz zählt! (Fernsehserie)
- 2015: Sharknado 3 (Sharknado 3: Oh Hell No!, Fernsehfilm)
- 2016: Dit is Fußball! (Miniserie)
- 2017: Sharknado 5: Global Swarming (Fernsehfilm)
- 2017: Mann, Sieber! (Fernsehshow, 1 Episode)
- 2018: Die beste Show der Welt (Fernsehshow, 1 Episode)
- 2019: Mein bester Streich. Prominent & Reingelegt (Fernsehshow, 1 Episode; Erzähler)
- 2020: Binge Reloaded (Fernsehserie, Episode 1x07)
- 2021: Claudias House of Love
- 2024: Faking Bad – Besser als die Wahrheit (Fernsehshow, 1 Episode)
- 2025: TV Total – Promi Wrestling (Moderator)